# ألاسكا (ممثلة)
ألاسكا (بالإسبانية: Alaska) هي مغنية وملحنة ومقدمة تلفزيونية وممثلة مكسيكية وإسبانية، ولدت في 13 يونيو 1963 بمدينة مكسيكو في المكسيك.

## وصلات خارجية
- ألاسكا على موقع IMDb (الإنجليزية)
- ألاسكا على موقع ميوزك برينز (الإنجليزية)
- ألاسكا على موقع أول ميوزيك (الإنجليزية)
- ألاسكا على موقع ديسكوغز (الإنجليزية)